# توتیا (شهرستان سوزک)
توتیا (به لاتین: Totiya) یک منطقهٔ مسکونی در قرقیزستان است که در شهرستان سوزک واقع شده‌است. توتیا ۲٬۴۲۷ نفر جمعیت دارد.